# Haplaxius
Genre
Haplaxius est un genre d'insectes hémiptères de la famille des Cixiidae.

## Liste d'espèces
Selon Catalogue of Life (26 sept. 2013) :
- Haplaxius cabrerensis
- Haplaxius crudus
- Haplaxius gabrielensis
- Haplaxius laevis
- Haplaxius perrinei

Selon NCBI (7 janvier 2023) :
- Haplaxius caldwelli
- Haplaxius crudus
- Haplaxius deleter
- Haplaxius lunatus
- Haplaxius pictifrons
- Haplaxius pocococo
- Haplaxius skarphion